# Sollevamento pesi ai Giochi della XVII Olimpiade - Pesi leggeri
La competizione della categoria pesi leggeri (fino a 67,5 kg) di sollevamento pesi ai Giochi della XVII Olimpiade si è svolta il giorno 8 settembre 1960  al Palazzetto dello Sport di Roma.

## Regolamento
La classifica era ottenuta con la somma delle migliori alzate delle seguenti 3 prove:
- Distensione lenta
- Strappo
- Slancio

Su ogni prova ogni concorrente aveva diritto a tre alzate.

## Risultati
| Pos. | Atleta               | Nazione          | Peso Atleta | Totale | Distensione lenta | Distensione lenta | Distensione lenta | Strappo | Strappo | Strappo | Slancio | Slancio | Slancio |
| Pos. | Atleta               | Nazione          | Peso Atleta | Totale | 1                 | 2                 | 3                 | 1       | 2       | 3       | 1       | 2       | 3       |
| ---- | -------------------- | ---------------- | ----------- | ------ | ----------------- | ----------------- | ----------------- | ------- | ------- | ------- | ------- | ------- | ------- |
| 1    | Viktor Bušuev        | Unione Sovietica | 67,4        | 397,5  | 120,0             | 125,0             | 127,5             | 115,0   | 120,0   | 122,5   | 145,0   | 150,0   | 152,5   |
| 2    | Tan Howe Liang       | Singapore        | 66,9        | 380,0  | 115,0             | 120,0             | 120,0             | 110,0   | 115,0   | 115,0   | 150,0   | 155,0   | 157,5   |
| 3    | Abdul Wahid Aziz     | Iraq             | 67,3        | 380,0  | 112,5             | 117,5             | 117,5             | 115,0   | 115,0   | 115,0   | 147,5   | 152,5   | 152,5   |
| 4    | Marian Zieliński     | Polonia          | 64,6        | 375,0  | 115,0             | 115,0             | 120,0             | 110,0   | 115,0   | 115,0   | 150,0   | 155,0   | 155,0   |
| 5    | Waldemar Baszanowski | Polonia          | 67,3        | 370,0  | 100,0             | 100,0             | 105,0             | 110,0   | 115,0   | 117,5   | 140,0   | 145,0   | 147,5   |
| 6    | Mihály Huszka        | Ungheria         | 67,4        | 365,0  | 102,5             | 110,0             | 110,0             | 107,5   | 112,5   | 112,5   | 140,0   | 145,0   | 147,5   |
| 7T   | Werner Dittrich      | Germania         | 67,2        | 362,5  | 107,5             | 107,5             | 112,5             | 110,0   | 115,0   | 117,5   | 140,0   | 145,0   | 145,0   |
| 7T   | Zdeněk Otáhal        | Cecoslovacchia   | 67,2        | 362,5  | 112,5             | 112,5             | 115,0             | 107,5   | 112,5   | 112,5   | 135,0   | 140,0   | 145,0   |
| 9    | Ney López            | Colombia         | 67,2        | 357,5  | 105,0             | 110,0             | 110,0             | 100,0   | 105,0   | 107,5   | 132,5   | 137,5   | 140,0   |
| 10   | Jin O-Hyeon          | Corea del Sud    | 66,7        | 355,0  | 107,5             | 112,5             | 112,5             | 102,5   | 107,5   | 110,0   | 140,0   | 145,0   | 150,0   |
| 11   | Roger Gerber         | Francia          | 67,5        | 355,0  | 107,5             | 112,5             | 115,0             | 100,0   | 105,0   | 107,5   | 130,0   | 135,0   | 135,0   |
| 12   | Fawzi Rasmy          | Rep. Araba Unita | 66,5        | 352,5  | 110,0             | 115,0             | 115,0             | 102,5   | 107,5   | 107,5   | 130,0   | 135,0   | 135,0   |
| 13   | Luciano De Genova    | Italia           | 67,1        | 352,5  | 105,0             | 110,0             | 115,0             | 102,5   | 107,5   | 110,0   | 130,0   | 135,0   | 137,5   |
| 14   | Henrik Tamraz        | Iran             | 66,4        | 347,5  | 105,0             | 110,0             | 112,5             | 105,0   | 110,0   | 110,0   | 130,0   | 140,0   | -       |
| 15   | Juan Torres          | Cuba             | 67,0        | 345,0  | 107,5             | 107,5             | 107,5             | 97,5    | 97,5    | 102,5   | 140,0   | 147,5   | 147,5   |
| 16   | Josef Tauchner       | Austria          | 66,8        | 340,0  | 102,5             | 107,5             | 107,5             | 97,5    | 102,5   | 105,0   | 130,0   | 135,0   | 140,0   |
| 17   | Harry Webber         | Sudafrica        | 67,3        | 340,0  | 100,0             | 105,0             | 105,0             | 97,5    | 105,0   | 105,0   | 135,0   | 142,5   | 142,5   |
| 18   | Ben Helfgott         | Gran Bretagna    | 67,0        | 337,5  | 110,0             | 115,0             | 115,0             | 100,0   | 100,0   | 102,5   | 127,5   | 132,5   | 132,5   |
| 19   | Robert Delebarre     | Francia          | 67,4        | 335,0  | 100,0             | 105,0             | 107,5             | 100,0   | 105,0   | 105,0   | 125,0   | 132,5   | 132,5   |
| 20   | Clément Haeyen       | Belgio           | 67,2        | 325,0  | 95,0              | 102,5             | 102,5             | 92,5    | 97,5    | 105,0   | 125,0   | 130,0   | 130,0   |
| 21   | Hans Kohler          | Svizzera         | 67,3        | 322,5  | 95,0              | 100,0             | 102,5             | 92,5    | 97,5    | 97,5    | 117,5   | 122,5   | 127,5   |
| 22   | Tommy Hayden         | Irlanda          | 66,6        | 307,5  | 95,0              | 95,0              | 100,0             | 87,5    | 92,5    | 95,0    | 117,5   | 122,5   | 122,5   |
| 23   | Abderrahim Tazi      | Marocco          | 67,5        | 307,5  | 90,0              | 95,0              | 95,0              | 85,0    | 90,0    | 92,5    | 110,0   | 120,0   | 125,0   |
| 24   | Roger Hippertchen    | Lussemburgo      | 67,1        | 280,0  | 85,0              | 85,0              | 90,0              | 80,0    | 85,0    | 87,5    | 110,0   | 115,0   | 115,0   |
| 25   | Ibrahim Mitwalli     | Sudan            | 67,5        | 262,5  | 85,0              | 90,0              | 90,0              | 67,5    | 72,5    | 77,5    | 97,5    | 102,5   | 105,0   |
| -    | Ivan Yordanov        | Bulgaria         | 67,1        | 222,5  | 90,0              | 90,0              | 90,0              | 97,5    | 105,0   | 105,0   | 125,0   | -       | -       |
| -    | Nil Tun Maung        | Birmania         | 67,2        | 222,5  | 107,5             | 112,5             | 112,5             | 105,0   | 110,0   | 110,0   | 142,5   | 142,5   | 142,5   |
| -    | Hiroshi Yamazaki     | Giappone         | 66,9        | 217,5  | 107,5             | 112,5             | 112,5             | 110,0   | 115,0   | 115,0   | 150,0   | 150,0   | 150,0   |
| -    | Abdul Ghani Butt     | Pakistan         | 67,5        | 217,5  | 97,5              | 97,5              | 97,5              | 92,5    | 92,5    | 97,5    | 125,0   | -       | -       |
| -    | Neville Pery         | Australia        | 62,2        | 117,5  | 117,5             | 117,5             | 117,5             | 110,0   | 110,0   | 110,0   | -       | -       | -       |
| -    | Lee Taeg-Yeong       | Corea del Sud    | 63,3        | 100,0  | 95,0              | 100,0             | 100,0             | 102,5   | 102,5   | 102,5   | -       | -       | -       |
| -    | Rudy Monk            | Antille Olandesi | 67,4        | 0,0    | 110,0             | 110,0             | 110,0             | -       | -       | -       | -       | -       | -       |
| -    | Kenji Onuma          | Giappone         | 67,3        | 0,0    | 112,5             | 112,5             | 112,5             | 115,0   | 115,0   | 120,0   | -       | -       | -       |